# Konstantin Pavlovič Ruski
Veliki vojvoda Konstantin Pavlovič Ruski (rusko Константин Павлович), ruski general, * 1779, † 1831.
Bil je eden izmed pomembnejših generalov, ki so se borili med Napoleonovo invazijo na Rusijo; posledično je bil njegov portret dodan v Vojaško galerijo Zimskega dvorca.
Rodil se je kot drugi otrok carja Pavla I. Med vladavino starejšega brata Aleksandra I. je bil carjevič in naslednik carja; sam pa se je leta 1823 odpovedal kakršnimkolim pravicam do prestola. Po smrti brata je bil med 1. in 14. decembrom 1825 znan kot naslovljen kot car, kljub temu da nikoli vladal in zasedel prestola. Prav to je bil tudi neposredni povod za decembrski upor. 
Bil je vrhovni poveljnik oboroženih sil in de facto podkralj Kongresne Poljske, kjer je veljal za trdega vladarja.